# Specklinia calyptrostele
Specklinia calyptrostele är en orkidéart som först beskrevs av Rudolf Schlechter, och fick sitt nu gällande namn av Alec M. Pridgeon och Mark W. Chase. Specklinia calyptrostele ingår i släktet Specklinia och familjen orkidéer. Inga underarter finns listade i Catalogue of Life.